# Patricia García (actriz)
Patricia García (Madrid, 1978) es una actriz, directora teatral, dramaturga y pedagoga española y boliviana. Su trabajo escénico abarca el teatro, el cine, la televisión y la formación artística. Es una activa figura en la escena teatral boliviana contemporánea, con participación en festivales nacionales e internacionales, y una amplia trayectoria como formadora de actrices y actores.

## Trayectoria profesional
Inició su formación teatral con David Mondaca en la Universidad Católica Boliviana el año 1996. Continuó con Martha Monzón y con el Teatro de Los Andes. En Argentina trabajó con Marcelo Alcón y Darío Levin. Cuando retornó a Bolivia participó el proyectos bajo la dirección de Eduardo Calla y Diego Aramburo.
El 2025 cumplió 30 años de trayectoria profesional en la actuación, danza, canto, dirección teatral y pedagogía artística. Señala que su trabajo ha estado marcado por la exploración de nuevas formas expresivas y por una activa participación en la difusión y enseñanza del arte escénico en Bolivia.

## Cine y televisión
García ha participado como actriz en diversas producciones cinematográficas bolivianas, entre ellas:
- Rojo, amarillo y verde, dirigida por Martín Boulocq, 2009.[5]
- Las bellas durmientes, dirigida por Marcos Loayza, 2012.[6]
- Tu me manques, dirigida por Rodrigo Bellot, 2019.[7]
- 98 segundos sin sombra de Juan Pablo Richter. Basada en el libro homónimo de Giovanna Rivero, 2021.[8]

En televisión, formó parte del elenco de la serie Sigo siendo el rey, dirigida por Paolo Agazzi, y de La entrega, dirigida por Gory Patiño.

## Reconocimientos
Ha recibido las siguientes distinciones por su labor artística:
- Premio Nacional Eduardo Abaroa a la Mejor Actriz (2012 y 2015).[1]
- Premio Raúl Salmón de la Barra al Teatro Nacional.[1]
- Premio Maya a la trayectoria como directora del elenco de teatro de Unifranz.[9]